# Patrick Scrivener
Sir Patrick Stratford Scrivener, KCMG (* 22. August 1897; † 20. Januar 1966) war ein britischer Diplomat, der unter anderem von 1950 bis 1953 Gesandter sowie 1953 erster Botschafter in der Schweiz war.

## Leben
Patrick Stratford Scrivener, Sohn von H. S. Scrivener, trat in den diplomatischen Dienst (HM Foreign Service) des Außenministeriums (Foreign Office) und übernahm zahlreiche Funktionen im Laufe seiner beruflichen Laufbahn. Für seine Verdienste wurde er 1937 wurde er für seine Verdienste Companion des Order of St Michael and St George (CMG). 1941 wurde er Head of the Egyptian Department und war bis 1947 als Leiter des Referats, das 1924 im Außenministerium gegründet wurde, neben Ägypten auch für das Kaiserreich Abessinien, Libyen, Britisch-Somaliland und Liberia zuständig. Im Anschluss wurde er als Nachfolger von Terence Shone 1947 Gesandter in Syrien. 1948 übernahm er den Posten als stellvertretender Generalkommissar für Südostasien (Deputy Commissioner-General, South-East Asia) und hatte diesen bis 1949 inne.
1950 übernahm Scrivener von Thomas Maitland Snow den Posten als Gesandter in der Schweiz. Im Zuge der sogenannten „New Year Honours“ wurde er am 1. Januar 1952 zum Knight Commander des Order of St Michael and St George (KCMG) geschlagen und trug fortan den Namenszusatz „Sir“. Nach der Aufwertung der Gesandtschaft zur Botschaft 1953 wurde er erster Botschafter in der Schweiz. Wenige Monate nach Amtsantritt wurde er 1953 von Sir Lionel Lamb abgelöst und trat anschließend in den Ruhestand.
Aus seiner 1918 geschlossenen Ehe mit Margaret Dorling, eine Tochter von Walter Dorling, ging sein Sohn Ronald Stratford Scrivener (1919–2001) hervor, der unter anderem zwischen 1969 und 1971 Botschafter in Panama sowie von 1971 bis 1974 Botschafter in der Tschechoslowakei war.